# Пандебоно
Пандебоно (исп. Pandebono) — разновидность выпечки (в испанской терминологии — хлеба), специалитет колумбийской кухни.

## Описание
Пандебоно представляет собой небольшую булочку, обычно плотную круглую, но иногда вытянутой формы. Встречаются и круглые пандебоно с дыркой посередине — как у бублика. Особенностью пандебоно является их состав: его основу составляют кукурузная мука, крахмал из маниоки и куриные яйца, иногда добавляется также мармелад из гуавы — гойябада. Традиционно свежие, только что выпеченные булочки едят на завтрак в качестве дополнения к чашке кофе, какао, шоколада или местного горячего безалкогольного напитка агуапанела.

## Происхождение название
Существует несколько версий происхождения названия «пандебоно», имеющих легендарный характер.
Согласно первой, пекарь-итальянец, живший в колумбийском городе Кали, пёк такой хлеб и каждый день выходил продавать его, крича на улицах «pane del buono» — «хороший (вкусный) хлеб». Позднее название сделалось нарицательным.
Другая версия, задокументированная Эдуардом Андре в его статье «América Equinoccial», опубликованной в «América Pintoresca», гласит, что название произошло от участка дороги между Дагуа и городом Кали под названием «Hacienda El Bono» (Асиенда Эль Боно), где изначально выпекался такой хлеб. Жители региона, проезжавшие по дороге, покупали его и называли «Пан дель Боно», что означало «Хлеб из Эль Боно», а со временем название сократилось до «Пандебоно». 
Третья версия гласит, что название происходит от ваучера (исп. Bono), который работники местных ферм выращиванию сахарного тростника получали в своё время вместо части зарплаты. Ваучер можно было обменять на хлеб. В этом случае название Пандебоно можно перевести как «хлеб по ваучеру». 
Как бы там ни было, на сегодняшний день булочки пандебоно широко распространены по всей Колумбии. Готовые булочки продаются в магазинах, однако многие состоятельные колумбийцы предпочитают есть их по утрам в кафе — пока те ещё горячие.